# Astano
Astano (lmo. Astàn) – miejscowość i gmina w południowej Szwajcarii, w kantonie Ticino, w okręgu (distretto) Lugano, w powiecie (circolo) Sessa. Na terenie gminy leży jezioro Laghetto di Astano.

## Demografia
W Astano mieszka 296 osób. W 2021 roku 13,2% populacji gminy stanowiły osoby urodzone poza Szwajcarią. 